# Menemerus depressus
Menemerus depressus är en spindelart som beskrevs av Franganillo 1930. Menemerus depressus ingår i släktet Menemerus och familjen hoppspindlar. Inga underarter finns listade i Catalogue of Life.